# Фарслебен
Фарслебен (нем. Farsleben) — коммуна в Германии, в земле Саксония-Анхальт. 
Входит в состав района Оре. Подчиняется управлению Вольмирштедт.  Население составляет 966 человек (на 31 декабря 2006 года). Занимает площадь 7,12 км². Официальный код  —  15 3 62 038.